# Smålands runinskrifter 62
Sm 62 är en vikingatida runsten i Voxtorps socken, Värnamo kommun, Småland.

## Inskriften
Translitterering av runraden:
tusti : karþi : kubl : þasi : efti : eta : sun s…
Normalisering till runsvenska:
osti gærði kumbl þessi æftiʀ Ætta, sun s[inn].
Översättning till nusvenska:
Toste gjorde detta minnesmärke efter Ätte, sin son.